# Armorial des familles du Vivarais
L'Armorial des familles du Vivarais présente les armoiries des familles de la province du Vivarais, classées par ordre alphabétique, sans tenir compte de la chronologie. Les patronymes n'incluent pas les particules ; les noms ont pu subir des modifications orthographiques au cours du temps, et il peut également exister des variantes pour les armes des familles qui sont citées ici. Ont principalement été retenues les armes décrites dans l'Armorial du Vivarais de Florentin Benoît d'Entrevaux, toutefois, certaines familles citées dans cet ouvrage n'étant pas originaires du Vivarais, elles ne sont pas reprises dans le présent armorial.
Les comtés, baronnies, et principales seigneuries ou gentilhommières de la province, sont détaillés dans l'Armorial du Vivarais.

## Familles du Vivarais
- Haut – A
- B
- C
- D
- E
- F
- G
- H
- I
- J
- K
- L
- M
- N
- O
- P
- Q
- R
- S
- T
- U
- V
- W
- X
- Y
- Z

### A
| Blason | Nom de la famille et blasonnement |
| ------ | --- |
|        | Abrial D'argent, à l'arbre terrassé de sinople ; au chef d'azur chargé d'un soleil d'or. Alias coupé, au 1 de gueules au soleil d'or dardant de senestre, au 2 d'argent à l'arbre terrassé de sinople. |
|        | Abrigeon D'azur, à trois roses d'argent surmontées d'un soleil rayonnant d'or. |
|        | Achard D'azur, à la hache d'armes d'argent ; au chef de gueules, à trois étoiles d'or. Alias parti, au 1 de gueules à trois étoiles d'or, au 2 d'azur à trois besants d'or. |
|        | Adhémar de Monteil D'or, à trois bandes d'azur. Alias mi-parti de France ancien et de Toulouse, sur le tout d'Adhémar. - Devise : « Plus d'honneur que d'honneurs » |
|        | Advisard D'azur, au soleil d'or, naissant et rayonnant en chef à dextre ; au tournesol en pointe à senestre, tigé, feuillé, fleuri et terrassé d'or. |
|        | Agalier D'azur, au dextrochère d'or sortant d'une nuée d'argent mouvante de la pointe du flanc senestre, tenant une épée d'argent la garde et la poignée d'or, accompagnée de trois têtes de lions arrachées d'or, lampassées de gueules, 2 et 1. Alias 1 et 2.                                                        |
|        | Agrain des Ubaz alias Hubas D'azur, au chef d'or. Alias écartelé ; aux 2 et 3 d'or à un lion de sable armé et lampassé de gueules, au chef échiqueté d'argent et de gueules de trois traits. |
|        | Agulhac de Baumefort D'azur, à deux croissants tournés l'un à dextre l'autre à senestre, entrelacés d'or et surmontés d'une étoile de même. Alias l'étoile surmontée d'un tourteau de gueules ; parti d'azur à trois flambeaux d'or allumés de gueules [rangés en fasce] (qui est La Fare).                            |
|        | Aigrefeuille D'azur, à trois étoiles à six rais d'or ; au chef cousu de gueules ; et pour brisure, un orle d'argent chargé de onze tourteaux de sable. |
|        | Alain alias Allain D'argent, à la bande d'azur, brisée en chef d'une croix d'or ; au chef de gueules. |
|        | Alamel de Bournet alias Allamel, Dalamel Coupé d'azur et de gueules, à la fasce d'argent accompagnée en pointe d'un coq d'argent chantant sur un mont de même ; au franc-canton de trois étoiles 1 et 2, accosté à senestre d'un croissant, le tout d'argent. - Devise : « Vigil et audax »                            |
|        | Albert de Saint-Alban Losangé d'or et de gueules. |
|        | Alesty alias Ales D'azur, au sautoir d'argent accompagné de trois étoiles d'or, une en pointe et une sur chaque flanc. |
|        | Allard D'azur, à la bande d'or chargée de trois alérions d'azur. |
|        | Almeras de Bres D'azur, au lion d'or lampassé et armé de gueules ; au chef d'or chargé de trois palmes de sinople, posées en bande. Alias écartelé, au 1 de sable à la tour d'argent ouverte, ajourée et maçonnée du champ, aux 2 et 3 d'azur au lion d'or, au 4 de sinople à la bande d'argent.                       |
|        | Alrics De gueules, au chevron d'or accompagné de trois croisettes de même ; au chef d'argent chargé d'un soleil de gueules. Alias de gueules au chevron d'or, au chef d'azur chargé d'une étoile de huit rais d'argent.                                                                                                |
|        | Anastasy D'azur, à un rosier d'argent sur une terrasse du même, fleuri d'une rose d'or et de deux boutons du même, et un blaireau aussi d'or passant devant la tige du rosier. |
|        | Androl D'azur, au lion d'or armé et lampassé de gueules ; au chef d'or chargé de trois molettes d'azur ; à la bordure de même. Alias le chef d'or plein. |
|        | Aoust De gueules, au lion d'or tenant dans sa dextre trois épis du même. |
|        | Aps D'argent, à la tour crénelée d'azur, maçonnée de sable. Alias de gueules à la croix d'argent. |
|        | Arcis Parti : au 1 palé d'or et d'azur ; au 2 d'or, au pin de sinople, au chef de gueules chargé de trois étoiles d'or. |
|        | Argenvilliers De gueules, au chevron d'or accompagné en pointe d'un lion d'argent et en chef d'un croissant entre deux étoiles du même. Alias d'hermine, papelonné de gueules. |
|        | Arlempde D'argent, à dix mouchetures de sable, 4, 3, 2 et 1. |
|        | Arnould ou Arnoul D'argent, au cœur de gueules percé de trois glaives d'argent ; au chef d'azur chargé d'un croissant d'argent accosté de deux étoiles du même. |
|        | Astards ou Astars D'azur, au croissant d'or accompagné en pointe de deux étoiles du même en fasce ; au chef d'or chargé de trois roses de gueules. Alias écartelé d'azur au sautoir d'or (qui est de Laudun). |
|        | Astruc Fascé d'or et de gueules. |
|        | Audibert de Lussan De gueules, au lion passant d'or. Alias d'or au lion de gueules. |
|        | Audigier D'azur, au rocher d'or en pointe, accosté de deux merlettes de même. Alias au chef d'argent chargé d'un croissant d'azur accosté de deux étoiles de même. |
|        | Aulneyres D'azur, au bélier passant d'hermine sur une terrasse de sinople, au soleil rayonnant d'or en chef. |
|        | Aymon D'azur, à deux épis d'or ; au chef de gueules chargé de trois molettes d'éperon d'argent. |
|        | Ayzac D'or, à un lion rampant de sable ; au chef d'azur chargé d'une étoile d'or. Alias d'azur, au chevron d'or accompagné de trois billettes d'argent. |
|        | Azémar De gueules, à trois bandes d'argent ; au chef d'azur, chargé d'un croissant d'argent accosté de deux étoiles d'or. Alias d'argent à trois bandes de gueules, au comble d'azur chargé d'un croissant d'argent entre deux étoiles d'or ; au franc-quartier des barons titrés de l'armée, brochant au 9e de l'écu. |

### B
| Blason                                 | Nom de la famille et blasonnement |
| -------------------------------------- | --- |
|                                        | Badel De gueules, au lion d'or armé et lampassé de sable ; au chef d'argent, chargé d'une ancre d'azur. Alias au lion passant d'or, au chef d'argent chargé d'une fasce vivrée d'azur. |
|                                        | Badon de La Rivière D'or, à deux pals de gueules et trois molettes d'azur [brochantes]. |
|                                        | Baile D'azur, au lévrier courant d'argent. |
|                                        | Baile de Martinas D'azur, à la bande d'or accompagnée de deux croissants d'argent. Alias à la fasce d'or de laquelle sort un chien à moitié d'argent, colleté de gueules, en chef, et accompagné en pointe de trois croissants d'argent. |
|                                        | Balazuc Palé d'argent et de sable ; au chef de gueules, chargé de trois étoiles d'or. |
|                                        | Banne d'Avéjan Écartelé : aux 1 et 4 d'azur, à trois fleurs de lys d'or, au chef retrait de même (qui est d'Estaing) ; aux 2 et 3 d'azur, à trois flambeaux d'or allumés de gueules rangés en fasce (qui est La Fare) ; sur le tout d'azur, à la demi-ramure de cerf posée en bande (qui est de Banne). |
|                                        | Baratier Écartelé en sautoir d'argent et d'azur ; l'argent chargé en chef d'un croissant de gueules et en pointe d'un arbre de sinople ; et l'azur chargé de deux étoiles d'or, une de chaque côté. |
| Blason Baratier                        | Baratier de Saint-Auban D'argent, au lévrier rampant de sable, colleté de gueules. Alias écartelé, aux 1 et 4 d'or au chevron d'azur accompagné de trois roses de gueules, aux 2 et 3 d'argent au lévrier de sable colleté d'or. |
|                                        | Barberon D'or, au cœur de gueules percé de trois flèches d'argent, accosté de deux étoiles d'azur ; au chef de gueules chargé d'un croissant d'argent. Alias de sable, à la levrette d'argent accompagnée de trois étoiles d'or. Alias d'azur, à deux fasces d'or, la 1re chargée d'un barbet de gueules. |
|                                        | Barbier D'azur, au cygne d'argent. |
|                                        | Barbon Losangé, d'or et d'azur. |
|                                        | Bardon De sinople, au chevron losangé d'or et de gueules. |
|                                        | Barjon Parti : au 1 d'argent, au trèfle d'azur accompagné de trois tourteaux de gueules ; au 2 d'azur, au griffon d'or. |
|                                        | Barres D'argent, à deux fasces de gueules. |
|                                        | Barruel D'or, à la bande d'azur chargée de trois étoiles d'argent. Alias barré d'or et d'azur. |
|                                        | Barthélemy de Laforest D'azur, à trois bandes d'or ; au chef d'or, à la forêt de sinople. |
|                                        | La Baume de Casteljau De gueules, à la fasce d'or accompagnée de trois gantelets d'argent. |
|                                        | La Baume de Suze D'or, à trois chevrons de sable ; au chef d'azur chargé d'un lion issant d'argent couronné d'or. Alias au chef d'azur chargé d'un lion naissant d'argent, armé, lampassé et couronné de gueules. |
|                                        | La Baume d'Uzer D'argent, à trois pals de sable. |
|                                        | Bay (du) D'argent, au pin de sinople, accompagné en chef de deux trèfles du même et accosté à dextre d'un cerf et à senestre d'un lion, le tout de gueules. |
|                                        | Beaumont De gueules, au lion d'or ; au chef échiqueté de trois tires d'argent et de sable. Alias d'azur au lion d'or, au chef échiqueté d'argent et de sable. |
|                                        | Beauthéac D'azur, à deux chevrons d'or accompagnés en chef de deux étoiles du même et en pointe d'une rose d'argent. |
|                                        | Béchetoille De gueules, à la bêche d'or ; au chef d'azur chargé d'une étoile d'argent. |
|                                        | Bellidentis D'argent, à un chêne de sinople posé sur une terrasse du même et soutenu par deux lévriers affrontés de gueules ; au chef de gueules chargé de trois étoiles d'or. Alias de gueules, au chevron losangé d'argent et de sable. |
|                                        | Belveser ou Belvezer De gueules, au lion d'or. |
|                                        | Bénéfice du Bois De … à deux lévriers de … courants l'un sur l'autre ; au chef de … chargé de trois rocs d'échiquier de …, |
|                                        | Bénéfice de Cheylus Écartelé : au 1 de gueules, à deux lévriers d'argent courants l'un sur l'autre ; au 2 de sinople, à trois roses rangées d'argent, au chef d'or ; au 3 d'azur, au lion d'or armé et lampassé de gueules ; au 4 de gueules, à la croix d'argent. |
|                                        | Bénéfice d'Entrevaux Écartelé : au 1 de gueules, à deux lévriers d'argent courants l'un sur l'autre, au chef de gueules chargé de trois rocs d'échiquier d'or ; au 2 de gueules, à la croix d'argent alésée au pied fiché ; au 3 de sable, à la colombe d'argent tenant au bec un rameau d'olivier de sinople fruité d'or ; au 4 d'azur, au chevron d'or accompagné de trois mufles de léopard (alias trois roses) de gueules. Différences entre dessin et blasonnement. |
|                                        | Bénéfice de Montargues Parti : au 1 de gueules, à deux lévriers d'argent courants l'un sur l'autre ; au 2 de gueules, à quatre roses d'or mises en pal, au chef d'or chargé d'un roc d'échiquier de sable à senestre et d'une fleur de lys de sinople au canton dextre. Alias au 2, à trois roses d'argent en pal. |
|                                        | Bénéfice de Vaneilles De gueules, à deux lévriers courants d'argent accolés de sable, bouclés d'argent, l'un sur l'autre ; au chef d'or chargé de trois mouchetures d'hermine de sable. Alias parti ; au 2 de gueules, à quatre roses d'or mises en pal, au chef du même chargé d'un roc d'échiquier de sable, à la fleur de lys de sinople au canton dextre. |
|                                        | Benoît ou Benoyst D'azur, à trois pals d'or ; au chef d'argent chargé de trois merlettes de sable. Alias au chef d'argent chargé de trois molettes d'éperon de sable. |
|                                        | Bernard de Montbrison Écartelé : aux 1 et 4, d'or (alias d'argent) à la bande d'azur chargée d'un croissant d'or (alias d'argent), accosté de deux étoiles d'or (qui est de Bernard) ; aux 2 et 3, de sable à la tour d'argent (qui est de Montbrison). Alias aux 1 et 4, d'argent à la bande d'azur chargée d'un croissant du premier accosté de deux étoiles d'or., |
|                                        | Bernard de Saint-Arcons D'argent, à trois tierces en sautoir de sable, cantonnées de quatre bernacles de même. Alias d'azur, à la bande d'or chargée d'une guivre de sinople accompagnée de deux molettes d'or, une en chef et l'autre en pointe. |
|                                        | Bernard de Talode D'azur, à trois têtes de lion arrachées d'or. Alias écartelé ; aux 1 et 4, d'azur à la bande d'argent chargée d'un lion léopardé de gueules et accosté de deux étoiles d'or. |
|                                        | Berne D'argent, à l'ours debout de sable ; au chef d'azur, chargé d'une croisette d'or accostée de deux étoiles d'argent. |
|                                        | Besse (du) D'azur, au griffon ailé d'argent. |
|                                        | Bilhe De gueules, à sept billettes d'or ; au chef d'or, à la fleur de lys de gueules. |
|                                        | Biousse du Plan D'azur, au coq au naturel. Alias écartelé d'argent à la croix de Saint-André d'azur, cantonnée de quatre quintefeuilles de gueules tigées de sinople (qui est de Commiers). |
|                                        | La Blache D'azur, au chevron d'or accompagné de trois croisettes d'argent ; au chef de gueules, chargé de trois étoiles d'or. Alias de gueules au chevron d'or accompagné de trois roses de même, au chef d'azur chargé de trois étoiles d'or. |
|                                        | Blachère de Roudeyron De gueules, au lion d'or ; à la fasce du même brochant sur le tout. |
|                                        | Blachier Échiqueté d'or et d'azur ; au chef d'azur, chargé de trois étoiles d'or. |
|                                        | Blachier de Chazotte D'azur, à la croix d'or bordée de sable, cantonnée de quatre étoiles d'argent. Alias à la croix d'or et au chevron de gueules brochant sur le tout. |
|                                        | Blanc D'azur, à un cygne d'argent. |
|                                        | Blanc de La Blache De gueules, au chevron d'or accompagné de trois roses de même ; au chef d'azur chargé de trois étoiles d'argent. |
| écartelé en sautoir d'argent et d'azur | Blanc de Chapteuil Écartelé d'argent et d'azur en sautoir. |
|                                        | Blanc de Molines D'azur, au soleil d'or, cantonné de quatre roses d'argent alias boutonnées de gueules., Alias parti ; au 2 d'azur au chevron d'or accompagné de trois macles du même, coupé de gueules au lévrier courant d'argent accolé d'or. |
|                                        | Blanchard de Queiron D'or, à la fasce de gueules, accompagnée en chef de trois couronnes rangées d'azur et en pointe d'un lion de gueules. |
| Blason Famille de Blou                 | Blou Écartelé : aux 1 et 4, d'argent, au cyprès de sinople (qui est de Blou) ; aux 2 et 3, bandé d'or et de gueules (qui est de Gourdon), parti d'azur à trois roses d'or mises en pal (alias 2 et 1) (qui est de Pressis). Alias de gueules, à trois bandes d'or. |
|                                        | Boileau D'azur, au château à trois tours d'argent, maçonné de sable et accompagné en pointe d'un croissant d'or. Alias d'or, à trois chevrons de sinople. |
|                                        | Boiron D'azur, chevron d'or accompagné de trois abeilles de même. |
|                                        | Boissel D'or, au boisseau bandé d'azur et d'argent. |
|                                        | La Boissière D'azur, au lévrier d'argent colleté d'or, passant sur une montagne de trois coupeaux de sinople. |
|                                        | Boissy d'Anglas De sable au chevron d'or ; au chef d'argent chargé de [trois] étoiles d'azur. Alias au franc-canton de comte-sénateur. |
|                                        | Bollioud D'azur, au chevron d'or ; au chef de gueules à trois besants d'or. |
|                                        | Bollon de Clavière D'or, à l'arbre de sinople en chef, et au monde cintré d'or en pointe. Alias le monde d'azur et cintré d'argent. |
|                                        | Bompar De gueules, à la licorne d'or. Alias à la licorne d'argent. Alias d'azur à trois tourterelles d'argent, au chef de gueules chargé de trois étoiles d'or. |
|                                        | Bon De gueules, au chevron d'argent accompagné en pointe d'un agneau pascal d'argent ; au chef de gueules à trois étoiles d'or. |
|                                        | Boni D'azur, semé de lions d'or, fretté de même. |
|                                        | Bonlieu D'azur, au lion d'or grimpant sur un rocher d'argent à dextre. |
|                                        | Bonneton D'azur, à trois rocs d'échiquier d'or. |
|                                        | Bonot D'azur, à trois croisettes d'argent posées 2 et 1 ; au chef de gueules chargé de trois étoiles d'or. Alias de gueules à trois croix d'argent 2 et 1, au chef d'azur chargé de trois étoiles d'or. |
|                                        | Borne D'or, à l'ours rampant de sable, armé et lampassé de gueules. |
|                                        | Bothéon De gueules, à un croissant d'argent ; au chef d'azur. |
|                                        | Bouchard D'azur, à la montagne d'argent ; au chef de gueules chargé de trois besants d'or. |
|                                        | Bouchard d'Aubeterre Écartelé : aux 1 et 4, de gueules, à trois léopards d'or, passant l'un sur l'autre, armés et lampassés d'argent (qui est de Bouchard) ; aux 2 et 3, losangé d'or et d'azur, au chef de gueules (qui est de Raimondi d'Aubeterre). Alias sur le tout : d'azur à trois fasces ondées d'argent, au chef cousu de sinople chargé d'un lion courant d'or armé et lampassé de gueules.                                                                    |
|                                        | Boulieu alias Bonlieu Losangé d'or et d'azur. Alias écartelé, aux 1 et 4 échiqueté d'or et de gueules, au 2 d'azur à une rose double d'argent, au 3 d'azur au lévrier d'argent accolé d'or. |
|                                        | Bouniol De gueules, à l'aigle essorante d'argent sur un rocher de sable et regardant un soleil d'or, posé au côté dextre du chef. |
|                                        | Bourdier De gueules, au chevron d'or. Alias de sable, au sautoir engrêlé d'or. |
|                                        | Bourg (du) D'azur, à trois épines d'argent en pal. |
|                                        | Bourges De gueules, au lion d'argent ; au chef d'azur chargé de trois étoiles d'argent. |
|                                        | Bouvier De gueules, au bœuf passant d'argent ; au chef cousu d'azur chargé de trois étoiles d'argent. |
|                                        | Boys d'Hautussac de Pravieux Parti : au 1, d'or au bois de sinople en pointe, au chef d'azur chargé d'un cerf naissant d'argent (qui est d'Hautussac) ; au 2, de gueules à la bande d'or, accostée de deux lys de jardin d'argent (qui est de Pravieux). |
|                                        | Breton D'or, à trois feuilles de chêne jointes ensemble, de sinople, liées de gueules, accompagnées en chef de deux bouquets, chacun de cinq glands de sinople, et en pointe d'un croissant de gueules. |
|                                        | Brian D'argent, au chevron brisé par le haut, de sable, accompagné en pointe d'une rose de gueules ; au chef d'azur, chargé de trois étoiles d'or. |
|                                        | Bronac De gueules, au griffon d'or. |
|                                        | Brun De gueules, au cœur d'argent, accompagné de trois croissants du même. |
|                                        | Brunel D'azur, au griffon d'or, armé et becqué d'argent. |
|                                        | Brunel de Moze D'or, au lion couronné de sable ; à la fasce de gueules chargée de trois coquilles d'argent, brochant sur le tout. |
|                                        | Buisson de Blanchard D'argent, au buisson de sinople de trois tiges mouvantes d'une terrasse de même, surmonté de trois feux ou flammes de gueules ; au chef d'azur chargé d'un croissant d'argent, accosté de deux étoiles d'or. Alias au buisson de sinople d'où s'échappent trois flammes de gueules dont la naissance est d'or. |
|                                        | Burdos de Charnas De gueules, au mûrier d'or, terrassé de sinople. |
|                                        | Burin D'azur, à la bande d'argent, accostée de deux soucis d'or. |
|                                        | Burine D'azur, à la montagne d'argent, sommée de deux grues affrontées du même ; au chef de gueules à trois étoiles d'or. Alias d'argent, à deux oies affrontées de sable, becquées et membrées de gueules, accompagnées en chef de deux étoiles d'azur. |
|                                        | Burzet Écartelé : aux 1 et 4, d'argent, à l'arbre de sinople, chargé de deux fasces ou burelles de gueules brochant sur le tout ; au 2, d'or, à l'aigle de sable en chef, et un soleil de gueules en pointe ; au 3, d'azur, à la tour d'or sur un rocher d'argent. |

### C
| Blason | Nom de la famille et blasonnement |
| ------ | --- |
|        | Calignon D'or, à un lion de gueules ; au chef d'azur chargé de deux coquilles d'or. Alias de gueules au lion d'or, au chef d'azur chargé de deux coquilles d'or. |
|        | Canson de La Lombardière Écartelé : aux 1 et 4 d'azur, à trois étoiles d'argent ; aux 2 et 3 d'or, à la quintefeuille de gueules. Alias aux 1 et 4 à trois molettes d'or, aux 2 et 3 d'argent à la rose de gueules. |
|        | Caron D'argent, au chevron de gueules, accompagné [en pointe] d'un trèfle de sinople ; au chef d'azur chargé de trois étoiles d'or. |
|        | Carrière De gueules, au lévrier d'argent, la tête contournée, passant sur une terrasse de sinople, la patte dextre levée et le corps percé d'une flèche en barre ; au chef cousu d'azur chargé d'un croissant d'argent entre deux étoiles du même. |
|        | Castrevieille ou Châteauvieux D'azur, à deux lévriers affrontés d'argent et colletés d'or. |
|        | Cayres D'azur, à trois colombes essorantes d'argent tenant chacune en leur bec un rameau d'olivier en sinople. |
|        | Cellier D'azur, au chevron d'argent chargé de trois roses de gueules, accompagné de deux étoiles d'or en chef et d'un croissant de même en pointe. |
|        | Chabrus D'azur, au chevreuil d'or passant sur une terrasse de sinople ; au chef de gueules chargé d'un croissant d'argent accosté de deux étoiles d'or. Alias d'or, au sautoir d'azur accompagné en pointe d'un trèfle du même ; au chef d'azur chargé d'un lion passant d'or, armé et lampassé de gueules.                                                                                             |
|        | Chalabrueysse de Galimard Parti : au 1, d'argent, au chevron de gueules chargé de trois fleurs de lys d'or ; au 2, d'azur, au lion couronné d'or, armé et lampassé de gueules. |
|        | Chalencon Écartelé d'or et de gueules ; à la bordure de sable chargée de huit fleurs de lys d'or. |
|        | Chalendar de Cornillon De sinople à un lévrier passant d'argent, colleté de gueules, bouclé d'argent, surmonté d'un lambel à trois pendants d'or, un croissant d'or en pointe ; au chef d'azur, chargé de trois étoiles d'or. |
|        | Chambarlhac D'azur, au chevron d'or accompagné de trois colombes d'argent, becquées et membrées de gueules. |
|        | Chambaud D'azur, au lion d'or ; au chef d'argent chargé de trois hermines de sable. |
|        | Chambon de Contagnet D'argent, à l'aigle éployée de sable, accompagnée en pointe d'un lévrier de même courant sur une terrasse de sinople ; au chef d'azur chargé de trois étoiles d'or. |
|        | Champanhet D'or, aux trois panais de sinople, posés 2 et 1. |
|        | Champanhet de Sarjas D'azur, à la terrasse de sinople plantée d'un panais d'or ; au chef cousu de gueules chargé de trois étoiles d'or. |
|        | Champanhet de Tavernol D'argent, à la terrasse de sinople, plantée d'un panais d'or accosté de six épis du même, trois à dextre et trois à senestre ; au chef d'azur chargé de trois étoiles du champ (qui est Champanhet de Vesseaux). |
|        | Champs De sinople, au croissant en abîme, accompagné de trois croisettes posées 2 et 1, le tout d'argent. |
|        | Chanaleilles D'or, à trois lévriers de sable colletés d'argent courants l'un sur l'autre. Alias d'azur, à trois chiens courants l'un sur l'autre d'argent colletés de gueules. |
|        | Chanelosc alias Chanelost D'or, à la bande crénelée et bastillée de sable. |
|        | Channac de La Selve D'azur à l'éperon d'or. |
|        | Chansiergues du Bord et Chansiergues-Ornano D'azur à trois flambeaux d'argent allumés de gueules et rangés en fasce ; au chef cousu de gueules et chargé de trois étoiles d'or., Alias à cinq flambeaux d'argent allumés de gueules 3 et 2. - Devise : « Lux amicis, hostibus ignis » |
|        | Le Chantre D'azur, au chevron d'argent accompagné en pointe d'un lion passant ; au chef de même chargé de trois trèfles de sable. |
|        | Charbonnel Écartelé : aux 1 et 4, d'azur à la tour d'argent, maçonnée et crénelée de sable ; aux 2 et 3, de gueules au cerf passant d'or. Alias d'or à la tour de gueules. |
|        | Charbonnel de Bets D'azur, au croissant d'argent, accompagné de trois molettes d'or. Alias accompagné de trois étoiles d'or. |
|        | Charrier D'azur, à la roue d'or de huit rais. |
|        | Charrière D'argent, à la fasce de gueules chargée de trois flanchis d'argent, accompagnée en pointe d'un griffon de sable. |
|        | Chastagner de Burac D'or, au lion passant de sinople. |
|        | Chastel de Condres De gueules, à la tour d'argent donjonnée et maçonnée de sable, surmontée d'un croissant d'argent. |
|        | Châteauneuf de Rochebonne De gueules, à trois tours donjonnées de trois tourelles crénelées d'or. Alias d'azur à trois tours d'argent. |
|        | Chave de La Chavas D'azur, à la bande d'or chargée d'un listel vivré de sable, accompagnée de deux croissants d'or, un en chef et l'autre en pointe. |
|        | Chazalet D'or, à deux fasces d'azur, au croissant d'argent brochant sur le tout. |
|        | Cheylard Parti : au 1 d'azur, à la bande d'or chargée de trois billettes de gueules (qui est du Cheylard) ; au 2 d'argent, à cinq mouchetures d'hermine de sable 3 et 2, surmontées d'un guidon d'azur emmanché de sable (qui est de Baysse pour la branche d'Aubignas). Alias au 2 d'argent, au demi-pin de sinople mouvant de la partition et senestré de cinq mouchetures d'hermine de sable 3 et 2. |
|        | Cheylus D'azur, au dauphin d'argent et au lévrier courant d'or colleté de gueules [posés en pal] affrontés. |
|        | Chier (du) D'or, au cœur de gueules. |
|        | Chomel D'or, à la fasce d'azur chargée de trois billettes d'argent. |
|        | Claris D'or, à l'aigle de sable ; au chef d'azur, chargé d'un soleil d'or. |
|        | Clauzel D'azur, à la bande d'or accostée en chef d'une autre bande retraitée mouvante du flanc senestre, du même, et en pointe d'une étoile, aussi d'or ; à la bordure du même. Alias à la bande d'or accompagnée d'une étoile de même en pointe ; à la bordure d'or. |
|        | Clavières De gueules, à la main d'argent tenant deux faucons d'or, longés de sable. Alias au dextrochère d'argent, le poing fermé, portant deux faucons, celui de dextre de sinople, celui de senestre de pourpre, longés d'azur et affrontés. |
|        | Cluzeau D'or, à un sautoir de gueules ; au chef d'azur chargé de trois étoiles d'or. |
|        | Cluzet De gueules, à la bande d'argent., |
|        | Colans D'azur, à une colombe d'argent, colletée de sable, et tenant dans son bec un rameau d'olivier de sinople. Alias à deux colombes volantes d'argent en bande. |
|        | Colonjon D'azur, au chevron d'or accompagné de trois étoiles du même, 2 et 1, et chargé d'une colombe d'argent. |
|        | Combes (des) D'or, au chevron de sable. |
|        | Combladour D'azur, à trois heaumes d'or, à la visière baissée. |
|        | Comte de Tauriers D'azur, au soleil d'or ; au chef de gueules chargé de trois étoiles d'or. |
|        | Corneilhan De gueules, à la bande d'argent chargée de trois corneilles de sable. Alias à la fasce d'argent chargée de trois corneilles de sable. |
|        | Corniers D'azur, à la tête de licorne d'argent. Alias à un cornier d'or terrassé de sinople, au chef d'argent chargé de trois étoiles de gueules. |
|        | Corsas D'azur, au chevron d'or, accompagné en chef de deux étoiles du même et en pointe d'un croissant d'argent. |
|        | Crottier de Chambonas D'azur, à la tour d'argent sommée d'une fleur de lys d'or. Alias d'argent à l'ancre de sable accostée de deux croissants de gueules, au chef d'azur chargé de trois étoiles d'or. |
|        | Crozat De gueules, à la croix ancrée d'or, terminée par quatre croissants du même, adossés à la croix. |
|        | Crussol d'Uzès Fascé d'or et de sinople de six pièces (qui est de Crussol). Alias écartelé ; aux 2 et 3 de gueules à trois bandes d'or (qui est d'Uzès). |

### D
| Blason | Nom de la famille et blasonnement |
| ------ | --- |
|        | Delhomme-Laval D'azur, au dauphin couronné d'or ; au chef d'argent à trois étoiles d'azur. |
|        | Demeure D'argent, au mûrier arraché de sinople, fruité de pourpre ; au chef d'azur chargé de trois étoiles d'or. Alias d'azur à un chevron d'or accompagné en chef de deux étoiles de même et en pointe d'un lion aussi d'or, armé et lampassé de gueules. |
|        | Dineyron de Maisonseule Parti : au 1, de gueules, à une branche de rosier de sinople fleuri de roses d'argent, au chef d'azur chargé de trois étoiles d'or ; au 2, d'azur, à la bande d'or, accostée en pointe d'un croissant d'argent.                    |
|        | Dumas D'azur, à la maison d'argent ouverte et maçonnée de sable, surmontée à dextre d'un soleil d'or et à senestre d'une lune d'argent., |
|        | Duret D'azur, au rocher d'or. |
|        | Dussargues D'azur, à trois sargues (poissons) d'argent, 2 et 1, marqués de rais de sable du dos au ventre ; au chef cousu de gueules. |
|        | Dusserre de La Rochette D'argent, au rocher de gueules surmonté d'une épée d'or en pal, la pointe en haut. Alias d'or, au rocher de sable surmonté d'un huchet d'azur lié de gueules.                                                                      |
|        | Duvernet D'azur, à un lion d'or tenant un sabre d'argent, la garde d'or ; au chef cousu de gueules chargé de trois étoiles d'or. |

### E
| Blason | Nom de la famille et blasonnement |
| ------ | --- |
|        | Entraigues du Pin Écartelé : aux 1 et 4, de gueules, à une tour maçonnée d'argent (qui est d'Entraigues) ; au 2, d'or, au lion de gueules (qui est de Brueys) ; au 3, d'azur, à trois chiens d'argent à demi-corps accompagnés en chef d'un croissant surmonté d'une étoile de même (qui est des Michaux). |
|        | Éperviers De gueules, à deux lions affrontés d'or. |
|        | Esbrayat D'azur, à deux massues d'or passées en sautoir ; au chef d'or chargé d'une tête de loup de sable. |
|        | Escoffier De gueules, à l'épervier d'argent armé et becqué de sinople, accosté à senestre d'une hache d'argent ; au chef d'azur, à trois étoiles d'argent. |

### F
| Blason | Nom de la famille et blasonnement |
| ------ | --- |
|        | Fages D'or, à la montagne de trois coupeaux de gueules, surmontée d'une colombe d'argent tenant en son bec un rameau d'olivier de sinople ; au chef d'azur chargé de trois fleurs de lys d'or. Alias parti ; au 1 d'or à la bande d'azur. |
|        | Faget de Casteljau D'or, au chevron abaissé d'azur sous un croissant de même ; au chef d'azur à trois étoiles d'or. Alias écartelé, aux 1 et 4 d'azur au château d'argent soutenu d'un lévrier d'argent, aux 2 et 3 de gueules à la fasce d'or chargée de trois rosettes du champ, accompagnée de trois mains gantelées d'or ; sur le tout, d'or au chevron de gueules, au chef d'azur. |
|        | Falcon de Longevialle D'azur, au faucon d'or. |
|        | La Fare D'azur, à trois torches d'or allumées de gueules, posées en pal et rangées en fasce. Alias au lambel de trois pendants d'argent en chef., |
|        | Farges De gueules, au lion d'argent. |
|        | Faure des Chaberts D'argent, au chevron d'azur accompagné de trois têtes de Maure de sable tortillées d'argent. |
|        | Faure de La Farge D'azur, au croissant d'or ; au chef d'or chargé de trois roses de gueules. Alias coupé, au 1 d'or à trois roses de … en fasce, au 2 d'azur au croissant d'argent. |
|        | Faure de Fogerolles De gueules, à trois bandes d'or. |
|        | Faure de Montjau De gueules, au lion d'or tenant de sa patte dextre une épée haute d'argent, la garde et la poignée d'or. |
|        | Faure du Pestrin ou Pestrain D'azur, à un lion d'or couronné de même. Alias d'or, au chef d'azur chargé de trois fleurs de lys d'or. |
|        | Faure des Rieux D'azur, au sautoir d'argent. |
|        | Faure de Saint-Sylvestre D'argent, à la bande d'azur, enfilée de trois couronnes ducales d'or. Alias d'azur, à un bâton d'argent mis en bande et enfilé de trois couronnes d'or. |
|        | Faure de Satillieu Écartelé : aux 1 et 4 d'azur, à trois roses d'argent, au chef cousu de gueules ,au lion passant d'or ; aux 2 et 3 d'argent, au chevron de sable, au chef d'azur à un lambel d'or de trois pendants ; sur le tout, d'or, au chevron d'azur accompagné de trois têtes de Maure de sable tortillées d'argent. Alias parti, au 1 d'or, à un arbre appelé fau ou hêtre de sinople, chargé d'un ramier d'argent, au 2 d'or, à un chevron brisé de gueules accompagné en chef de deux têtes de Maure de sable tortillées de gueules. |
|        | Fay de La Tour-Maubourg et de Peyraud De gueules, à la bande d'or chargée d'une fouine d'azur., |
|        | Fay d'Etables De gueules, à trois chevrons d'or ; au chef du même chargé d'une fouine d'azur. Alias le champ à trois pals. |
|        | Fay de Villiers De gueules, au chevron d'or ; au chef du même chargé d'une fouine d'azur. Alias la fouine soutenue par une trangle de sable. |
|        | Fayn D'azur, à la tour d'argent maçonnée de sable soutenue par deux lions d'or, armés et lampassés de gueules ; au chef cousu de gueules chargé de trois coquilles d'or. Alias écartelé, aux 1 et 4 d'azur au lion d'or, aux 2 et 3 d'or au lion de gueules. |
|        | La Faysse D'azur, à trois étoiles d'argent. |
|        | Ferrand-Teste D'or, au lion de sable armé, paré et lampassé de gueules ; écartelé d'azur, alias de gueules, à la colonne d'argent. Alias de gueules au lion d'or, écartelé d'azur à la tour d'argent. |
|        | Flandrin D'azur, à une fasce d'or, accompagnée de trois roses d'argent. |
|        | Flocard ou Floccard De gueules, à une rose d'argent à cinq feuilles, double, ou rose quintefeuille. Alias d'or, à un ruban de gueules lié de cinq nœuds en forme de rose. |
|        | Florit de La Tour de Clamouze D'azur, à l'oie d'argent ; au chef de gueules chargé d'un casque d'argent. Alias au cygne d'argent surmonté d'une fleur de lys de même, au chef d'or chargé d'un casque de sable accosté de deux étoiles d'azur. |
|        | La Font Parti : au 1 d'azur, au pal d'or écoté de gueules ; au 2 de gueules, à trois barres d'or. |
|        | Fontaine de Logères D'azur, à trois bandes d'or ; au chef d'argent chargé de trois casques de sable. |
|        | Fontanes Écartelé d'argent et d'azur, une cotice de gueules brochant. |
|        | Fontgarnaud D'argent, au faucon (ou épervier) de gueules. Alias d'azur, à la grue d'argent. |
|        | Fourel Parti : au 1, d'azur, au lion d'argent couronné de même, au chef d'argent chargé de trois têtes de Maure de sable tortillées d'argent ; au 2, d'or à la fasce d'azur, chargée de trois billettes d'argent. |
|        | Fournat de Brezenaud D'argent, au chevron d'or accompagné en chef de deux étoiles et en pointe d'un lionceau d'azur. |
|        | Fournier D'argent, à trois fasces de sinople ; au chef de gueules à trois étoiles d'or. Alias d'azur, au chef cousu de gueules. |
|        | Franchessin D'azur, à cinq têtes de barbet arrachées d'argent, posées 3 et 2. |
|        | Frevol De gueules, à deux lions d'or affrontés, tenant une roue de même, sur un mont aussi d'or. |
|        | Fustiers (des) D'or, à trois figues renversées d'azur, tigées et feuillées chacune de deux feuilles de sinople. Alias les figues pendantes. |

### G
| Blason                   | Nom de la famille et blasonnement | Devise    |
| ------------------------ | --- | --------- |
|                          | Gache D'azur, au chevron d'or, accompagné en chef de deux étoiles du même et en pointe d'un croissant d'argent. |           |
|                          | Galbert D'azur, au pal (alias chevron) d'argent accompagné en chef de deux croissants du même. |           |
|                          | La Galière D'azur, au lévrier d'or passant sur une terrasse du même ; au chef de gueules au soleil d'or. |           |
|                          | Gamon D'azur, au chevron d'or, accompagné en chef de deux étoiles d'or et en pointe d'un arbre aussi d'or ; au chef d'or chargé de trois trèfles de sinople. |           |
|                          | La Garde de Chambonas D'azur, au chef d'argent. |           |
|                          | Garidel D'azur, à la croix de Calvaire pattée et fichée d'or, accostée vers la pointe de deux triangles d'argent. |           |
|                          | Garnier D'azur, au chevron d'or ; au chef d'argent chargé de trois sautoirs alésés de gueules. Alias de vair, au chef d'hermine. |           |
|                          | Garnier D'azur, à une foi d'argent mouvant en fasce des flancs de deux nuées de même et accompagnée en chef de deux étoiles d'or. |           |
|                          | Garnier D'argent, au cœur de gueules enflammé de même de trois pièces et percé de trois flèches d'or ferrées d'azur, posées en pal et en sautoir, les pointes en bas, le cœur chargé de deux étoiles d'or en chef et d'un croissant d'argent en pointe. |           |
|                          | Gaseles ou Gazelles De gueules, au chevron d'or, accompagné de trois besants du même. |           |
|                          | Gaste de Luppe Parti : au 1, d'or ; au 2, d'azur, à trois fasces de gueules. Alias au 2, à trois fasces de pourpre. |           |
|                          | Gautier D'argent, au chevron d'azur, accompagné de trois trèfles de même, posés 2 et 1, et deux palmes aussi d'azur, brochant sur le chevron, les tiges passées en sautoir et liées de sable. Alias d'or, au sautoir d'azur accompagné en pointe d'un trèfle du même, au chef d'azur chargé d'un lion passant d'or.                                                                                          |           |
|                          | Gebelin de Florensolles D'azur, à la tour d'argent adextrée de deux fleurs de lys d'or, senestrée de deux flèches passées en sautoir, accompagnée en chef d'une étoile et en pointe d'un monde, le tout d'or. |           |
|                          | Gerlier D'azur, à trois gerbes d'or liées de gueules, surmontées de trois colombes d'argent. |           |
|                          | Gervais D'azur, à trois besants d'argent, l'écu bordé de demi-besants de même. |           |
|                          | Gestes de Vernosc De gueules, au lion d'or armé et lampassé de sable ; au chef cousu d'azur chargé de trois croissants d'argent. |           |
|                          | Gévaudan D'azur, à la croix d'argent accompagnée aux premier et quatrième cantons d'un soleil d'or, aux 2 et 3 d'un croissant d'argent. |           |
|                          | Geys De gueules, à la bande d'or chargée de huit points de sable et accompagnée de trois fleurs de lys d'argent, deux en chef et une en pointe. Alias la bande chargée de six tourteaux de sable, 2, 2 et 2. |           |
| Blason Famille de Gigord | Gigord De gueules, à la rose d'argent ; au chef cousu d'azur chargé de trois faucons d'argent. Alias au chef cousu d'azur chargé de trois merlettes d'argent. | Vivat Rex |
|                          | Gilles D'azur, au lys de jardin de trois tiges, fleuri d'or et boutonné d'argent ; au chef cousu de gueules à trois étoiles d'or. |           |
| blason                   | Girard D'azur, au chevron d'or accompagné en chef de deux étoiles du même, et en pointe d'un croissant d'argent. |           |
|                          | Giraud de La Chavas D'argent, au lion de gueules. |           |
|                          | Girons D'azur, à la bande d'argent accompagnée de deux tourteaux de sinople. Alias à l'aigle de …, au chef de … chargé de trois étoiles de … |           |
|                          | La Gorce De gueules, à trois rocs d'échiquier d'or. |           |
|                          | Goudard D'azur, au chevron d'argent accompagné de trois fers de flèche de même. |           |
|                          | Gourdan D'azur, à deux flèches en sautoir d'argent la pointe en bas, accompagnées en chef d'une étoile, en pointe d'un croissant d'argent. |           |
|                          | Gout de Vissac D'azur, à deux chevrons d'or semés de fleurs de lys d'azur et accompagnés de trois étoiles [d'or]. |           |
|                          | Goys D'or, au chevron d'azur chargé de trois fleurs de lys d'or. Alias d'azur, au chevron d'argent chargé de trois fleurs de lys de gueules, parti de sable à la tour crénelée d'argent. |           |
|                          | Grange D'or, au chevron de gueules ; au chef d'azur chargé de trois étoiles d'or. |           |
|                          | La Grange D'azur, au chevron d'or accompagné en chef de deux molettes d'argent et en pointe d'une gerbe d'or. |           |
|                          | Grel de La Grange D'azur, à la grappe de raisin grêlée de gueules. Alias de … à une fleur de lys couronnée d'une couronne de trois fleurons, accompagnée de trois étoiles. |           |
|                          | La Grutterie D'azur, au griffon d'or. |           |
|                          | Guerry D'azur, au senestrochère d'or, tenant une épée d'argent. |           |
|                          | Guison D'azur, au lion d'or ; au chef cousu de gueules chargé de trois étoiles d'argent., |           |
|                          | Gurin D'azur, à la bande d'or, accompagnée d'une étoile d'argent (ou d'or) en chef. |           |
|                          | Guyon de Geys de Pampelonne Parti : au 1, d'azur, à la tour crénelée d'argent, maçonnée de sable et soutenue par deux lions d'or et accompagnée en pointe de trois badelaires d'argent à la garde d'or, posés en fasce (qui est de Guyon) ; au 2, de gueules à la bande d'or chargé de huit points de sable et accompagnée de trois fleurs de lys d'argent, deux en chef et une en pointe (qui est de Geys). |           |

### H
| Blason | Nom de la famille et blasonnement |
| ------ | --- |
|        | Hautvillar D'azur, à trois roses d'argent ; au chef cousu de gueules au lion issant d'or. |
|        | Henrys ou Hanryt D'argent, au cœur de gueules marqué des lettres IHS d'or ; au chef d'azur chargé d'un lion passant d'argent.                                                                              |
|        | Hilaire de Jovyac Écartelé : aux 1 et 4, d'azur, au lévrier courant d'argent, surmonté d'une tour de même (qui est de Jovyac) ; aux 2 et 3, de sinople, au cygne d'argent membré d'or (qui est de Toulon). |

### I
| Blason | Nom de la famille et blasonnement |
| ------ | --- |
|        | Imbert du Molard D'argent, à la barre de gueules, accompagnée en chef d'un croissant et en pointe de trois étoiles de même.                                                  |
|        | Indy D'argent, à un lion de sable, armé et lampassé et couronné d'or., |
|        | Iserand D'azur, au griffon d'argent ; au chef cousu de gueules. Alias le champ de gueules.                                                                                   |
|        | Isnards De sable, au sautoir d'argent accompagné de quatre molettes d'éperon aussi d'argent. Alias d'or au sautoir de gueules accompagné de quatre molettes d'éperon d'azur. |
|        | Ithier d'Entrevaux De gueules, à deux épées d'argent passées en sautoir, les pointes en haut.,                                                                               |
|        | Ithier de Georand D'azur, à trois têtes de lion arrachées, couronnées d'or et lampassées de gueules.                                                                         |

### J
| Blason | Nom de la famille et blasonnement |
| ------ | --- |
|        | Jeune De gueules, à la fasce d'argent chargée de trois quintefeuilles d'azur. Alias à la fasce d'or chargée de trois roses de …, au chef de … chargé d'une croix de … |
|        | Johannas De gueules, au sautoir d'or, cantonné de quatre fleurs de lys du même. |
|        | Johannot D'azur, à la foi d'argent en fasce accompagnée (ou surmontée) d'un monde en pointe aussi d'argent. |
|        | Jossaud D'azur, au lion issant d'argent ; au chef d'or chargé de trois losanges de gueules. |
|        | Josserand De sable, à deux barres d'or, et deux bandes d'azur, brochant sur le tout. |
|        | Jossoin D'azur, au chevron d'or accompagné d'une tour d'argent ; au chef de même, chargé de trois roses de gueules. Alias de gueules, au chevron losangé d'or et de gueules (alias de sinople).                                                                                              |
|        | Joyeuse Écartelé : aux 1 et 4, d'or, à trois pals d'azur, au chef [de gueules] chargé de trois hydres d'or (qui est de Joyeuse) ; aux 2 et 3, d'azur, au lion d'argent, et à la bordure de gueules chargée de huit fleurs de lys d'or (qui est de Saint-Didier).                             |
|        | Julien de La Varenne D'azur, à la tour d'argent senestrée d'un lion d'or, armé et lampassé de même ; au chef de gueules à trois étoiles d'or. |
|        | Julien de Vinezac Écartelé : aux 1 et 4, d'azur, à la colombe essorante d'argent (qui est de Coulans de la Baume) ; aux 2 et 3, de sable à la tour d'argent, crénelée et maçonnée de sable (qui est de Charbonnel de Chauzon) ; sur le tout, d'or à la bande de gueules (qui est de Julien). |
|        | Justet D'azur, au château donjonné d'argent, maçonné de sable, cantonné de quatre croisettes d'argent, et surmonté d'un lion d'or, armé et lampassé de gueules. Alias le lion passant. |

### L
| Blason                 | Nom de la famille et blasonnement | Devise             |
| ---------------------- | --- | ------------------ |
|                        | Lacheysserie De sinople, à trois pals d'or ; au chef cousu d'azur chargé de trois étoiles d'argent. Alias palé d'or et de pourpre, au chef chargé de trois étoiles d'argent. |                    |
|                        | Ladreyt de La Charrière D'azur, au pal d'argent chargé d'une fasce losangée d'argent et de gueules, cantonnée de quatre étoiles d'or, alias d'argent. Alias écartelé, au 1 de sable au coq crêté et barbé de gueules, aux 2 et 3 d'azur à une lance et une épée en sautoir surmontées d'une étoile d'argent, au 4 de sinople au lévrier passant d'argent colleté du même. |                    |
|                        | Lagarde D'argent, au cerf naturel élancé ; au chef d'azur chargé de trois étoiles d'argent. |                    |
|                        | Lalauze D'or, à l'arbre de sinople soutenu de deux lions de gueules. |                    |
| Blason Famille Lambert | Lambert De gueules, au chevron d'or accompagné en chef de deux croissants d'argent, et en pointe d'un gland d'or. | Toujours plus loin |
|                        | Largier D'azur, au chevron d'or, accompagné de deux roses d'argent en chef, et d'un tour crénelée, aussi d'argent, en pointe. |                    |
|                        | Lattier ou Latier D'azur, à trois lacs d'amour d'argent 2 et 1 ; à un chef de même., Alias à trois frettes d'argent, au chef de même. |                    |
|                        | Lauberge De gueules, à deux besants d'argent, accompagnés de trois roses de même. |                    |
|                        | Laugères De gueules, au demi-vol d'argent en bande ; au chef cousu d'azur, soutenu d'or, chargé d'une étoile d'argent. |                    |
|                        | Laulanhier De gueules, à trois besants d'or, posés en bande. Alias écartelé d'argent à la fasce de sinople. |                    |
|                        | Launay d'Antraigues D'hermine, au chef de France ; sur le tout, d'or au lion couronné de gueules. Alias d'or, au lion couronné de gueules, à la bordure d'argent chargée de douze mouchetures d'hermine de sable, au chef cousu d'azur chargé de trois fleurs de lys d'or.                                                                                                |                    |
|                        | Laurens D'argent, à un arbre de sinople, chargé d'une bande de gueules. |                    |
|                        | Lermuzières Tiercé : au 1, d'argent, à l'aigle éployée de sable ; au 2, de gueules, à deux (alias trois) étoiles d'or ; au 3, d'azur, à la fleur de lys d'or. Alias de sinople, au chevron losangé d'or et d'azur. |                    |
|                        | Lestra D'azur, à trois étoiles d'argent, 2 et 1, et trois croissants de même rangés en chef. |                    |
|                        | Lissignol D'azur, au buisson d'or, terrassé de sinople, sommé d'un rossignol du second. |                    |
|                        | Lombard de Mars et de Barberon D'argent, à l'ancre de sable accostée de deux étoiles de gueules ; au chef de gueules chargé de trois étoiles d'argent. |                    |
|                        | Longueville D'or, à deux fasces de sable, et deux bandes d'argent brochant. |                    |
|                        | Lorgues D'azur, au château d'or, accompagné de trois roses d'argent posées 2 et 1, et d'un lion d'or entre les deux roses du chef. |                    |
|                        | Luc D'or, à la bande de sable, chargée d'un brochet d'argent. |                    |
|                        | Lucque De vair, au chef d'hermine. Alias d'azur, au chevron d'or, au chef d'argent chargé de trois sautoirs alésés de gueules. |                    |
|                        | Lyonneton de Praron ou Leoneton De gueules, au lion d'or, armé et lampassé de même, tenant une épée d'argent la pointe en bas. |                    |

### M
| Blason | Nom de la famille et blasonnement | Devise         |
| ------ | --- | -------------- |
|        | Madier de Montjau D'azur, au griffon d'argent. |                |
|        | Le Maigre D'argent, à la fasce de sinople. |                |
|        | Mailhan Parti : au 1, d'azur, à trois chevrons d'argent ; au 2, de gueules au lion d'or, armé et lampassé de même. |                |
| blason | Malatour D'azur, semé de fleurs de lys d'or, à la tour d'argent maçonnée de sable. |                |
|        | Malet alias Mallet D'azur, au chevron d'or, accompagné de trois roses d'argent. |                |
|        | Maleton du Colombier D'argent, au chevron d'azur, chargé de deux colombes d'argent affrontées, accompagné de trois roses de gueules. |                |
| blason | Mamejan D'or, à la bande d'azur chargée de trois étoiles d'argent. |                |
|        | Marcha De gueules, au cheval passant d'or, la jambe droite de devant levée. Alias parti ; au 2, d'azur au rocher d'argent surmonté de deux colombes du même (qui est de Burine du Prat), au chef cousu de gueules chargé de trois étoiles d'or. |                |
|        | La Marette D'argent, au sautoir de gueules, accompagné de quatre étoiles de même. |                |
|        | Maroan De gueules, à trois chevrons d'or alésés, 2 et 1 ; au chef cousu d'azur chargé d'un demi-vol de faucon d'argent. |                |
|        | Mars de Liviers D'azur, à la bande d'argent (alias d'or), côtoyée de deux étoiles du même ; au chef d'argent. Alias d'azur, à la barre d'or, au chef de même. |                |
|        | Martin Écartelé : aux 1 et 4, de gueules, à la bande d'or, accompagnée en chef d'un croissant d'argent et en pointe de deux dauphins du même, au chef cousu d'azur chargé de trois étoiles d'or ; aux 2 et 3, d'or, à une fleur de lys de sable, au chef de gueules chargé de trois croisettes d'argent.                                                                         |                |
|        | Maurice de Chervil D'azur, à six besants d'or, 3, 2 et 1 ; au chef d'or. |                |
|        | Mazade D'argent, au chevron de gueules, accompagné en pointe d'un lionceau de même ; au chef d'azur chargé de trois étoiles d'or. Alias d'azur, à un chevron d'or accompagné en pointe d'un lion de même armé et lampassé de gueules, au chef de gueules chargé d'un croissant d'argent accosté de deux étoiles d'or.                                                            |                |
|        | Mazel D'azur, à un tau d'or, accosté de deux étoiles d'argent. |                |
|        | Mercoyrol de Beaulieu D'or, à trois fasces de gueules, accompagnées de dix billettes de même, posées en orle. |                |
|        | Mérez D'or, à la tour d'azur, ruinée à dextre, le haut tombant à senestre, maçonnée de sable, accompagnée d'un croissant d'azur, au premier quartier du chef, et d'un autre en pointe. Alias à la tour ruinée et éclatante d'azur, accostée de deux croissants montant en bande, au chef de gueules chargé d'une croix de Jérusalem d'or cantonnée de quatre croisettes de même. |                |
|        | Merle de La Gorce Coupé : au 1, de gueules, à l'épée d'argent posée en pal, la pointe en haut, ayant la garde et la poignée d'or ; au 2, échiqueté d'argent et de sable. |                |
|        | Merlet D'argent, à trois merlettes de sable. |                |
| blason | Mestier D'azur, à trois tiges d'épines d'argent. |                |
|        | Mets Échiqueté d'or et d'azur. |                |
|        | Meyres D'azur, à la bande componée d'argent et de sable ; à la bordure componée d'argent et d'azur. |                |
|        | Meyssonnier de Chateauvieux D'azur, au sautoir d'or, cantonné en chef d'un croissant d'argent, en flancs de deux étoiles d'or et en pointe de cinq besants d'or mal ordonnés, 2 et 3. |                |
|        | Mezeyrac D'or, au chevron de sable, accompagné de trois merles de sables, becqués, ailés et membrés d'or, les deux en chef affrontés. |                |
|        | Mical D'argent, au dauphin de sinople couronné de gueules ; au chef d'azur, chargé de trois étoiles d'or. Alias de gueules, au dauphin couronné d'argent, au chef d'or chargé de trois étoiles de sable. |                |
|        | Micheaux D'azur, à trois chiens d'argent à demi-corps, 2 et 1, sous un croissant d'argent surmonté d'une étoile du même. |                |
|        | Michel D'azur, à un Saint-Michel d'or, tenant sous ses pieds un dragon d'argent, lampassé et miraillé de gueules. |                |
|        | Mirabel de Neyrieu D'or, au griffon de gueules, empêché d'un chevron d'argent. |                |
|        | Missolz D'argent, au cerf au naturel passant sur une terrasse de sinople ; au chef d'azur chargé d'un soleil d'or. | Honor et fides |
|        | Molin D'argent, au chevron d'azur, accompagné en chef de deux croissants du même et en pointe d'un arbre de sinople sur une terrasse de même ; au chef d'azur chargé de trois étoiles d'argent. |                |
|        | Mollier de Grandval D'azur, au chêne de … sur lequel reposent deux colombes de …, soutenu par deux lions de …, |                |
|        | Monier ou Mounier De … au chevron alésé de … accompagné de deux croix en chef et d'une larme de la passion de …, |                |
|        | Famille de Montagut De gueules, à la tour donjonnée d'argent de deux pièces, l'une sur l'autre. Alias écartelé ; aux 2 et 3 écartelé en sautoir d'argent et de gueules (qui est de La Baume). |                |
|        | Montbrison De sable, à la tour d'argent. |                |
|        | Montchal De gueules, au chef d'or chargé de trois molettes d'azur. Alias de gueules, à la tour d'argent ajourée et maçonnée de sable, à une bande de sable brochant sur le tout. |                |
|        | Monteil de Corsas De gueules, à deux chevrons d'argent accompagnés d'un croissant du même en pointe ; au chef d'or chargé de deux molettes d'éperon de gueules. Alias d'azur, à un chevron d'or accompagné en chef de deux étoiles du même et en pointe d'un croissant d'argent.                                                                                                 |                |
|        | Monteils de Plafay De gueules, à deux lions affrontés d'or, séparés par un trait de sable qui partage l'écu. |                |
|        | Montgolfier D'argent, à une montgolfière ailée de gueules, couronnée d'or, planant sur des monts de sinople, formant un golfe d'azur, ondé d'argent. Alias au golfe d'azur entouré de monts de sinople, au chef d'azur chargé d'un coq d'or. |                |
|        | Montgros De sinople, au château de trois tours d'argent, la porte de sable, accompagné de trois étoiles (alias molettes), aussi d'argent. |                |
|        | Montlaur D'or, au lion de vair couronné. Alias de gueules au lion de vair couronné d'azur. Alias écartelé, aux 1 et 4 d'or au lion de Vair (qui est de Montlaur), aux 2 et 3 de gueules à deux léopards d'or (qui est de Maubec). |                |
|        | Montreynaud De gueules, au lion d'or, accompagné en chef de deux étoiles, et en pointe d'un croissant, le tout d'or. |                |
|        | Montrond Coupé : au 1, parti de gueules et d'azur, à deux croissants d'argent en fasce sur les deux partis et accostés à dextre et à senestre de deux mouchetures d'hermine de sable ; au 2, d'or, au monde d'azur cintré et surmonté d'une croix recroisetée de sable, alias d'argent.                                                                                          |                |
|        | Le More D'argent, à trois têtes de Maure de sable, liées d'argent. |                |
|        | Moreau de Bonrepos D'argent (ou d'or) au chevron d'azur, accompagné de trois têtes de Maure de sable, tortillées d'argent. |                |
|        | Morel D'or, au lion de sable, armé et lampassé de gueules ; au chef d'azur chargé de trois molettes d'or. |                |
|        | Mouraret de Malet D'azur, au chevron d'or, accompagné de trois roses d'argent. |                |

### N
| Blason | Nom de la famille et blasonnement                                                                                 |
| ------ | --- |
| Naves  | Naves D'azur, au navire d'argent, voilé et fretté d'argent, flottant sur des ondes de même.                       |
|        | Niclot D'azur, à la montagne d'argent surmontée d'une fontaine jaillissante de même.                              |
|        | Nicolaÿ D'azur, à un lévrier d'argent courant en fasce, ayant un collier de gueules bordé d'or, l'anneau du même. |

### O
| Blason | Nom de la famille et blasonnement |
| ------ | --- |
|        | Odde de Bonniot D'azur, à la tête de lion arrachée d'or lampassée de gueules en chef, et à deux roses d'argent en pointe.                                                                                             |
|        | Odde du Villard Coupé : au 1, de gueules au lion d'or ; au 2, d'argent, au porc-épic passant de sable. |
|        | Olivier D'azur, à l'olivier arraché d'or ; au chef de gueules à trois étoiles d'or., |
|        | Ollier de Marichard D'azur, à deux chats affrontés et léopardés d'argent, soutenant un demi-vol, en pal, de même. alias deux chats affrontés et léopardés d'or.                                                       |
|        | Osas De gueules, à trois croissants d'argent. |
|        | Ozil ou Dozil D'azur, au chevron d'argent, accompagné de trois têtes et cols de lion de sable, lampassé de gueules., Alias au chevron d'or accompagné de trois têtes de lion arrachées d'argent, lampassé de gueules. |

### P
| Blason                             | Nom de la famille et blasonnement |
| ---------------------------------- | --- |
|                                    | Pailharez Fascé d'or et de gueules à quatre pièces, la première chargée d'un lévrier de gueules. |
|                                    | Parchas de La Murette D'azur, à la fasce d'or, chargée d'un lion naissant de gueules, brochant sur le chef. |
|                                    | Pavin de Lafarge D'azur, à trois étoiles d'or, deux en chef et une en pointe, soutenue par un croissant d'argent. |
|                                    | Payan D'azur, au chevron d'or accompagné de trois molettes du même. |
|                                    | Pelet De gueules plein. Alias d'argent, au chef de sable et à la bordure de gueules. |
|                                    | Peloux (du) D'argent, au sautoir engrêlé d'azur. |
|                                    | Penchenier D'azur, à trois pommes de pin d'or ; au chef d'or chargé d'un chevron de gueules. Alias d'azur, à la bande d'argent chargée de trois étoiles de gueules et accompagnée en chef de trois pommes de pin 2 et 1. Alias d'argent, à un pin d'or. |
|                                    | Percie du Sert D'or, au chevron de gueules accompagné en chef de deux étoiles d'argent et en pointe d'un croissant du même soutenant un arbre de sinople.                                                                                               |
|                                    | Perier du Colonier De gueules, à trois fasces ondées d'argent ; au chef cousu d'azur à trois fleurs de lys d'or. |
|                                    | Perot D'argent, à cinq mouchetures d'hermine de sable posées 3 et 2, surmontées d'un guidon d'azur, emmanché de sable. |
|                                    | Perrotin de Marichard Écartelé : aux 1 et 4, de gueules, à la licorne d'argent ; aux 2 et 3, d'azur, à trois croisettes d'argent, 2 et 1 ; au chef denché de gueules.                                                                                   |
|                                    | Peyret D'azur, à la rose d'or, accostée de deux dauphins d'or ; au chef cousu de gueules chargé d'une fleur de lys d'argent. |
|                                    | Pichot de L'Espinasse D'argent, à la fasce d'or accompagnée en pointe d'un arbre de sinople ; au chef d'azur, à deux étoiles d'argent. |
|                                    | Pierre de Bernis D'azur, à la bande d'or, accompagnée en chef d'un lion passant du même, armé et lampassé de gueules. |
|                                    | Pierregourde Parti : au 1, de gueules, au lévrier rampant contourné d'argent ; au 2, d'azur, au dauphin d'or, au chef cousu de gueules chargé de trois étoiles d'or.                                                                                    |
|                                    | Piolenc De gueules, à six épis de blé d'or, 3, 2 et 1 ; à la bordure engrêlée de même. |
|                                    | Piquet D'azur, à la fasce échiquetée d'or et de gueules de trois traits, accompagnée de deux étoiles d'or, une en chef et l'autre en pointe. Alias au chevron d'argent accompagné en pointe d'une pique du même.                                        |
|                                    | Pistre de Chambonnet D'argent, au croissant de gueules ; au chef d'azur chargé de trois étoiles d'or. |
|                                    | Plantier D'azur, au chevron d'or, accompagné de trois étoiles d'argent. |
|                                    | Plantin de Villeperdrix D'or, au chevron de gueules, accompagné de trois arbres arrachés de sinople ; au chef d'azur chargé d'un léopard (alias lion léopardé) d'or, armé et lampassé de gueules.                                                       |
|                                    | Poinsac D'or, à trois pals de gueules ; au chef d'azur chargé de trois molettes d'argent. Alias d'argent au lion de gueules, à la branche de laurier de sinople, au chef de gueules chargé de trois molettes d'or.                                      |
| Blason Famille du Pont de Ligonnes | Pont de Ligonnès (du) De gueules, au heaume d'or accompagné de trois étoiles d'argent, 2 et 1. Alias d'azur, à un casque d'argent accompagné de trois étoiles d'or 2 et 1.                                                                              |
|                                    | Popon de Saint-Julien D'azur, au monde d'or, cintré d'argent ; au chef cousu de gueules chargé de trois étoiles d'argent. |
|                                    | Pressis (des) ou Précis D'azur, à trois roses d'or posées en pal. Alias parti, au 1 de gueules à trois bandes d'or, au 2 d'azur à trois roses d'argent posées en pal.                                                                                   |
|                                    | Privas de Fressenel ou Privat D'or, à la croix de gueules, cantonnée de quatre guivres ou serpents de sinople, posées en pal et adossées (Privas). Alias d'azur, au sautoir d'argent accompagné de quatre molettes du même (Fressenel).                 |

### Q
| Blason                 | Nom de la famille et blasonnement                                        |
| ---------------------- | ------------------------------------------------------------------------ |
| Blason Famille Queyrel | Queyrel De gueules, à la flèche d'argent posée en pal, la pointe en bas. |

### R
| Blason | Nom de la famille et blasonnement |
| ------ | --- |
|        | Rampon De gueules, à trois pyramides d'or en pointe, à la redoute d'argent surmontée d'un M d'or en chef. |
|        | Ranc de Joux (du) D'argent, au bélier de sable passant sur une terrasse d'azur. |
|        | Rast De gueules, à trois roses, 2 et 1, et un croissant d'or mis en cœur. Alias à trois quintefeuilles d'argent 2 et 1. |
|        | Retourtour D'or, à trois redortes de sable passées chacune quatre fois en sautoir, rangées en [fasce]. |
|        | Ribes D'argent, au rocher de sable ; à la bordure d'azur. |
|        | Rieu ou Rieux D'argent, à deux jets d'azur, se croisant en sautoir et retombant dans une eau du même. |
|        | Riffard D'azur, au chevron d'or accompagné de trois larmes d'argent, deux en chef et une en pointe. |
|        | Riolle du Fort D'or, à la bande d'azur chargée de trois étoiles d'or. |
|        | Rioufol ou Riousol De gueules, au sautoir d'or. Alias au chevron d'or. |
|        | Rivière de Corsac D'azur, au cygne d'argent, à l'épée de même posée en bande derrière le col du cygne ; au chef cousu d'azur chargé d'un croissant d'argent entre deux étoiles de même. |
|        | La Rivoire de La Tourette Écartelé : aux 1 et 4, de gueules, au lion d'argent, armé et lampassé de sable (qui est de La Rivoire) ; aux 2 et 3, d'or au lion de gueules (qui est de Ginestoux de la Tourette). |
|        | Robert de Châteauneuf du Molard D'azur, au griffon d'argent. Alias d'argent, au griffon d'azur. |
|        | Robert des Cots D'azur, au chevron d'or accompagné de trois roses d'argent. |
|        | Robiac De sable, au sautoir d'argent. |
|        | Roche D'argent, au rocher de sable ; au chef d'azur chargé de trois étoiles d'or. |
|        | Rochemore D'azur à trois rocs d'échiquier d'argent. Alias écartelé d'Aleyrac, qui est d'or au demi-vol de gueules. |
|        | Rochemure De gueules, à trois bandes d'argent. |
|        | Rocher olim Rochier D'argent, à trois pals de sable ; au chef d'azur chargé d'un cœur d'or accosté de deux étoiles d'argent. Alias les étoiles surmontées d'un lambel aussi d'argent. |
|        | Rochessauve D'azur, à deux montagnes d'argent, posées en fasce, surmontées d'un lévrier de sable. |
|        | Rocles D'or, au lion de gueules cantonné de trois rocs d'échiquier et d'un croissant d'azur au dernier canton ; au chef cousu d'argent chargé de quatre palmes issantes et pendantes, deux à dextre et deux à senestre ; à la bordure d'azur. Alias de … au lion de … accompagné de quatre rocs d'échiquier 2 et 2, au chef de … chargé d'un buisson de laurier de onze tiges placées en éventail. |
|        | Romanet D'argent, à trois casques de gueules tarés de profil. Alias parti, au 1 d'azur au pal d'argent chargé de trois chevrons de sable et soutenu de deux lions d'or ; au 2, de Lestrange. |
|        | Rome De sable, à trois cotices d'argent en bande ; au chef d'argent chargé d'un faucon de sable. |
|        | Rosilhes Coupé : au 1, d'argent, au chevron de gueules accompagné en pointe d'un cerf du même, au chef de gueules chargé de trois roses d'argent ; au 2, de gueules, à la tour d'argent. |
|        | Rostaing-Champferrier De gueules, au lion d'or. Alias au lion d'or, soutenant une roue d'argent. |
|        | Roudil ou Roudhile D'argent, au lion de …, à la fasce d'azur chargée de trois étoiles de … brochant sur le tout., |
|        | Roure de Chames Écartelé : aux 1 et 4, de sable, à un lion d'or et une bordure engrêlée d'argent ; aux 2 et 3, de gueules à trois pointes flamboyantes d'or mouvant du chef ; sur le tout, de gueules à un palmier d'or et une filière de sable. |
|        | Roussel D'azur, à trois soleils d'or. |
|        | La Roussière d'Albon De gueules, à deux lions affrontés d'argent rampant contre une tige de rosier d'or, fleuri d'une rose d'argent en haut de la tige ; au chef cousu de sable chargé de trois (alias une) croisettes d'or., |

### S
| Blason                       | Nom de la famille et blasonnement |
| ---------------------------- | --- |
|                              | Sabatier de La Chadenède D'argent, à deux pals de gueules ; au chef d'azur chargé de trois étoiles d'argent. |
|                              | Saboul D'azur, à trois fers de flèche d'argent, mis en pal, la pointe en haut. |
|                              | Saint-Cierge De gueules, à trois barres d'argent, celle du milieu chargée de trois roses de gueules, les deux autres d'une rose de gueules. |
|                              | Saint-Didier D'azur, au lion d'argent, à la bordure de gueules chargée de huit fleurs de lys d'or. Alias le lion couronné d'or. |
|                              | Saint-Étienne de Borne Écartelé d'argent et de sable. Alias aux 1 et 4, d'or à l'ours de sable muselé d'argent (qui est de Borne), aux 2 et 3 d'argent au chef d'azur (qui est d'Altier). |
|                              | Saint-Ferreol De sinople, au chevron d'or, accompagné de trois molettes d'argent ; au chef d'or. |
|                              | Saint-Julien De sable, semé de billettes d'or, au lion de même brochant ; au chef d'azur, au mont d'or. |
|                              | Saleon D'argent, au lion de gueules, à la bande d'azur, brochant sur le tout et chargée en chef d'une fleur de lys d'or. |
|                              | Sanglier D'or, au sanglier de sable, visé et défensé d'azur (alias d'argent), sur une terrasse de sinople. Alias d'azur, à la fasce d'argent chargée de trois hures de sanglier de sable, allumées d'argent. |
|                              | Sanglon D'or, au sanglier passant de sable ; au chef d'azur chargé d'une étoile d'or. |
|                              | Sanial du Fay D'argent, au hêtre arraché de sinople ; au chef de gueules chargé d'une colombe essorante d'argent. |
| d'azur à trois têtes de lion | Sarrazin D'azur, à trois têtes de lion arrachées d'or. |
|                              | Sarrazin de Chambonnet D'or, à trois têtes de Maure de sable tortillées d'argent. Alias à trois faces humaines de gueules. |
|                              | Sault (du) alias Dussault D'or, à l'aigle à deux têtes de sable ; au chef d'azur chargé de trois étoiles d'or. Alias de sable, à l'aigle éployée (ou abaissée) d'argent, becquée et membrée d'or. |
|                              | Sault de La Coste (du) D'azur, au dextrochère d'argent tenant une épée d'or ; au chef d'argent chargé de trois mouchetures d'hermine de sable. |
|                              | Saulvages du Noyer (des) ou Sauvages D'azur, à la tour d'argent, chargée d'un lion de gueules passant. |
|                              | Sautel D'argent, au lévrier courant de gueules, surmonté d'un épervier volant de sable ; au chef tiercé en fasce de gueules, d'argent et d'azur, à trois étoiles d'or brochant. alias à l'aigle éployée de sable au-dessus d'un lévrier du même courant sur une terrasse de sinople, au chef d'azur chargé de trois étoiles d'or. |
|                              | Sauzea D'azur, à trois fasces d'or, au lion de sable, armé et lampassé de gueules, brochant. |
|                              | Sauzet de Fabrias D'azur, au saule arraché, au tronc noué d'argent [au chef d'argent chargé de trois sautoirs alésés de gueules]. Alias d'or, au saule de sinople terrassé de même. |
|                              | Seguin D'or, au chevron d'azur chargé de trois besants d'argent et accompagné de trois rencontres de taureau [d'azur]., - Devise : « Plus d'honneur que de profit » |
|                              | Seigle de Gardaches D'azur, au chevron d'or accompagné de trois gerbes du même. |
|                              | Seignouret D'or, à deux fasces de gueules et deux bandes d'azur brochant sur le tout. |
|                              | La Selve de Fain D'argent, au lion de gueules. |
|                              | Senesclauze Équipollé de cinq points de gueules et de quatre d'argent. |
|                              | Senhovert De gueules, à deux chevrons d'or. |
|                              | Serre D'argent, à la fougère de sinople. Alias écartelé de gueules au lion d'or. |
|                              | Serres D'argent, au chevron d'azur chargé de trois étoiles d'or et accompagné de trois trèfles de sinople. |
|                              | Serrescudier D'azur, au coq d'or, becquetant un épi de même, feuillé de sinople. |
|                              | Sibleyras D'azur, à la montagne d'argent sommée de deux éperviers affrontés de même et surmontés d'un bâton écoté en fasce, flamboyant de gueules. Alias à un rocher d'argent sur lequel sont deux colombes affrontées de même, accompagné en chef d'un bâton raccourci, écoté, d'or, posé en fasce.                              |
|                              | Simian D'azur, à la croix potencée d'or, accompagnée de quatre croisettes de même. |
|                              | Solas Parti d'or et de gueules, à la bande d'azur, brochant. |
|                              | Solmes de Verac D'azur, au chevron d'or, accompagné de trois croissants du même, 2 et 1. |
|                              | Soubeyran Écartelé : aux 1 et 4, d'azur, au buste féminin d'or, couronné à l'antique et chevelé d'or, accosté de deux croissants du même en chef ; aux 2 et 3, d'argent, à trois tours de gueules posées 2 et 1, au chef de gueules chargé de trois macles d'argent.                                                              |
|                              | Suchet D'or, à trois fers de pique de sable, posés 2 et 1. |
|                              | Surville D'azur, à trois roses d'argent ; au chef d'hermine. |

### T
| Blason                 | Nom de la famille et blasonnement |
| ---------------------- | --- |
|                        | Tardieu D'or, au chevron de sable, accompagné d'un croissant de gueules en pointe ; au chef d'azur chargé de trois étoiles d'argent.                                                                                  |
|                        | Tavernol D'azur, au limier d'argent passant sur une terrasse de sinople ; au chef cousu de gueules chargé de trois étoiles d'or.                                                                                      |
|                        | Terral Fascé ondé d'argent et de gueules, à six pièces ; au chef d'azur chargé de trois fleurs de lys d'or. |
|                        | Thibou ou Thibon D'azur, à trois taus d'or, 2 et 1, et trois étoiles d'argent, 2 et 1. |
|                        | Tivoley De gueules, à la bande d'argent chargée de trois losanges [et deux demi-losanges] de sable. |
|                        | La Tour de Savas et de La Garde D'azur, à la tour d'argent. |
|                        | Tournon Parti : au 1, de France ancien ; au 2, de gueules au lion d'or. |
|                        | Trachy ou Trachin De gueules, à la fasce échiquetée de trois traits d'argent et d'azur ; au chef d'azur chargé de trois roses d'or.                                                                                   |
|                        | Traversier D'azur, à la bande d'or. |
| Tremolet               | Trémolet de Lacheysserie ou La Cheysserie D'azur, à trois trèfles d'or ; au chef de gueules chargé de trois étoiles d'argent. Alias de gueules à trois trèfles d'argent, au chef d'azur chargé de trois étoiles d'or. |
| Truchet de Senesclauze | Truchet Cinq points de gueules équipollés de quatre d'argent. |

### U
| Blason | Nom de la famille et blasonnement |
| ------ | --- |
|        | Ucel Écartelé : aux 1 et 4, d'azur au lion d'or, armé et lampassé de gueules ; aux 2 et 3, de gueules au besant d'argent. Alias d'azur au lion d'or, armé et lampassé de gueules, rampant contre une tour d'argent crénelée, ajourée et maçonnée de sable, posée à dextre. |

### V
| Blason       | Nom de la famille et blasonnement |
| ------------ | --- |
|              | Vachier de La Molière D'or, au chevron de gueules accompagné de deux roses de même en chef et d'un ours de sable en pointe. Alias d'azur au chevron d'or accompagné de trois croissants d'argent.         |
|              | Verdier Parti : au 1 d'azur, au chevron d'or accompagné en chef de deux merlettes du même ; au 2 d'argent à trois pals de sable ; au chef de gueules brochant sur le tout, chargé de trois étoiles d'or.  |
|              | Vergèzes d'Aubussargues D'azur, au lévrier [courant] d'argent, colleté de gueules, accompagné de quatre roses d'argent, 2 et 2. Alias le champ de sinople, le collier d'or.                               |
|              | La Vernade De gueules, à l'arbre d'or côtoyé de deux étoiles à huit rais d'or. Alias écartelé, aux 1 et 4 d'argent au verne de sinople accompagné de deux étoiles, aux 2 et 3 de gueules au taureau d'or. |
|              | Vernes ou Vernhes D'argent, au verne de sinople, accosté de deux étoiles d'azur. Alias au verne de sinople, au chef de gueules à trois étoiles d'argent.                                                  |
|              | Vernon D'azur, au château d'or, surmonté d'une étoile du même et accosté de deux étoiles aussi d'or en pointe.                                                                                            |
|              | Vernoux De gueules, à la tour d'argent, à trois étoiles de même, rangées en chef. Alias à une tour d'argent accompagnée de trois étoiles d'or posées une en chef et deux en flancs.                       |
|              | Veron D'azur, à deux tours d'argent adossées et inclinées vers les flancs de l'écu, à la fleur de lys d'or en chef ; à la fasce d'argent brochant.,                                                       |
|              | Veyrassac D'or, à la bande d'azur, accostée en chef d'un croissant de gueules et en pointe d'un arbre de sinople ; au chef d'argent chargé de trois étoiles d'azur.                                       |
|              | Veyre de Soras De gueules, au château d'argent, maçonné de sable ; au chef de vair. |
|              | Veyrenc de Lavalette Parti : au 1, de vair ; au 2, de gueules, à une colonne d'argent, la base et le chapiteau d'or, sommée d'une couronne du même.                                                       |
| blason       | Veyzian ou Vezian D'azur, à la bande d'or, accompagnée de deux croissants d'argent. Alias de … à deux aigles affrontées en pointe, regardant un soleil de … en chef.                                      |
|              | Vincens D'azur, au sautoir d'or, accompagné de trois besants du même, un en chef, deux en flancs, et en pointe une rivière ondée d'argent.                                                                |
|              | Vincent D'azur, au phénix sur son bûcher d'or, regardant un soleil aussi d'or, issant du chef de l'écu.                                                                                                   |
|              | Vincent de Bidon D'argent, au mûrier de sinople, à la bande de gueules brochant sur le tout. |
|              | Vincent de Tournon D'azur, au chevron d'or, accompagné de trois licornes d'argent saillantes. |
|              | Vincenty D'azur, à une bande d'argent, chargée d'un lézard de sinople, accompagnée de trois étoiles d'or, deux le long de la bande et une en pointe.                                                      |
|              | Virgile D'azur, à la bande d'argent accompagnée de trois fleurs de lys d'or rangées en chef. |
| Blason Vogüé | Vogüé D'azur, au coq d'or barbé et crêté de gueules. - Devise : « Sola vel voce leones terreo » |
|              | Volozan D'argent, à l'aigle au vol éployé de sable, fixant un soleil d'or mouvant du canton dextre. |

- Haut – A
- B
- C
- D
- E
- F
- G
- H
- I
- J
- K
- L
- M
- N
- O
- P
- Q
- R
- S
- T
- U
- V
- W
- X
- Y
- Z